# Naho Miyoshi
Pour les articles homonymes, voir Miyoshi.
Naho Miyoshi (三好 南穂) est une joueuse internationale japonaise de basket-ball née le 21 décembre 1993 à Ichikawa (préfecture de Chiba).

## Biographie
Elle participe au tournoi olympique de Rio en 2016, puis elle fait partie des douze sélectionnées pour le tournoi olympique de 2020, disputé en 2021 en raison de la pandémie de Covid-19, qui remporte la médaille d'argent.

## Palmarès

### en 3x3
- Médaillée de bronze au championnat du monde 3x3 U18 de 2011
- Médaillée de bronze au tournoi 3x3 de 2011 à Chengdu
- Médaillée de bronze au tournoi 3x3 de 2011 à Montréal

### en 5x5
- Médaillée de bronze aux Jeux asiatiques de 2014
- Médaille d'argent aux Jeux olympiques de 2020 à Tokyo[2]